# Mintonia caliginosa
Mintonia caliginosa là một loài nhện trong họ Salticidae.
Loài này thuộc chi Mintonia. Mintonia caliginosa được Fred R. Wanless miêu tả năm 1987.